# Liste der Naturdenkmale in Olbernhau
Die Liste der Naturdenkmale in Olbernhau nennt die Naturdenkmale in Olbernhau im sächsischen Erzgebirgskreis.

## Definition
„Naturdenkmäler sind rechtsverbindlich festgesetzte Einzelschöpfungen der Natur oder entsprechende Flächen bis zu fünf Hektar, deren besonderer Schutz erforderlich ist
1. aus wissenschaftlichen, naturgeschichtlichen oder landeskundlichen Gründen oder
2. wegen ihrer Seltenheit, Eigenart oder Schönheit.“

„§ 18 – Naturdenkmäler – (zu § 28 BNatSchG)
(1) Die Erklärung nach § 22 Abs. 1 BNatSchG von Teilen von Natur und Landschaft als Naturdenkmal erfolgt durch Rechtsverordnung oder Einzelanordnung.
(2) Über § 28 Abs. 1 BNatSchG hinaus können Naturdenkmäler zur Sicherung von Lebensgemeinschaften oder Lebensstätten von im Bestand gefährdeten oder streng geschützten Arten festgesetzt werden.“

## Liste
Link zu einem Kartenansichtstool, um Koordinaten zu setzen.
| Bild                          | Bezeichnung                           | Lage                                                                | Beschreibung                                                                  | Datum | Nummer     |
| ----------------------------- | ------------------------------------- | ------------------------------------------------------------------- | ----------------------------------------------------------------------------- | --- | ---------- |
| BW                            | Bruchberg, Felsgruppe                 | Olbernhau (50° 38′ 29,5″ N, 13° 21′ 1,7″ O)                         | Fläche: ca. 34567 m²                                                          | Beschluss des Rates des Kreises Marienberg Nr. 11-2-57 vom 31.07.1957                                                        | 364.23-191 |
| BW                            | Buchenhorst von 50 Altbuchen          | Olbernhau (50° 38′ 56″ N, 13° 23′ 49,2″ O)                          | Fläche: ca. 16352 m²                                                          | Beschluss des Rates des Kreises Marienberg Nr. 241/59 vom 23.12.1959                                                         | 364.23-200 |
| BW                            | Felsengruppe "Sophienstein"           | Rothenthal (50° 37′ 54,8″ N, 13° 22′ 12″ O)                         | Fläche: ca. 16196 m²                                                          | Beschluss des Rates des Kreises Marienberg Nr. 11-2-57 vom 31.07.1957                                                        | 364.23-192 |
| BW                            | Iriswiese                             | Dörnthal (50° 43′ 26″ N, 13° 21′ 44,7″ O)                           | Fläche: ca. 13098 m²                                                          | Verordnung des Landratsamtes Mittlerer Erzgebirgskreis als Untere Naturschutzbehörde vom 17.03.1995, Abl. MEK Nr. 4/95 S. 28 | 364.23-197 |
| BW                            | Laubmischwald an der Alten Poststraße | Pfaffroda (50° 40′ 49″ N, 13° 20′ 53,3″ O)                          | Fläche: ca. 83323 m²                                                          | Beschluss des Rates des Kreises Marienberg Nr. 67/90 vom 02.03.1990                                                          | 364.23-194 |
| BW                            | Mittlere Geißelbachwiese              | Pfaffroda (50° 40′ 55,6″ N, 13° 21′ 0″ O)                           | Fläche: ca. 29630 m²                                                          | Verordnung des Mittleren Erzgebirgskreises vom 19.05.2000, ABl. Lkr MEK Nr. 06/2000 S. 13                                    | 364.23-196 |
| BW                            | Obere Bärenbachwiese                  | Schönfeld (50° 40′ 17,3″ N, 13° 22′ 4,7″ O)                         | Fläche: ca. 34213 m²                                                          | Verordnung des Landratsamtes Mittlerer Erzgebirgskreis als Untere Naturschutzbehörde vom 17.03.1995, Abl. MEK Nr. 4/95 S. 26 | 364.23-199 |
| BW                            | Sieben Teiche                         | Pfaffroda (50° 42′ 51″ N, 13° 19′ 17″ O)                            | Fläche: ca. 18270 m²                                                          | Verordnung des Landratsamtes Marienberg als Untere Naturschutzbehörde vom 30.07.1993, SächsGVBl. S. 790                      | 364.23-198 |
| BW                            | Stößerfelsen und Umgebung             | Rothenthal (50° 37′ 15,3″ N, 13° 21′ 35,5″ O)                       | Fläche: ca. 143647 m²                                                         | 17.05.2010: Allgemeinverfügung des Landratsamtes Erzgebirgskreis zur Festsetzung des Naturdenkmales "Stößerfelsen"           | 364.23-193 |
| BW                            | Teich an der Jahnstraße               | Olbernhau (50° 39′ 26,9″ N, 13° 20′ 59,9″ O)                        | Fläche: ca. 858 m²                                                            | Beschluss des Rates des Kreises Marienberg Nr. 67/90 vom 02.03.1990                                                          | 364.23-190 |
| BW                            | Untere Geißelbachwiese                | Pfaffroda (50° 40′ 59″ N, 13° 20′ 59,2″ O)                          | Fläche: ca. 24663 m²                                                          | Verordnung des Mittleren Erzgebirgskreises vom 19.05.2000, ABl. Lkr MEK Nr. 06/2000 S. 17                                    | 364.23-195 |
| BW                            | Hörneltanne                           | Olbernhau OT Pfaffroda (50° 40′ 39,8″ N, 13° 20′ 14,7″ O)           |                                                                               | |            |
| BW                            | Kleine Linde                          | Olbernhau OT Pfaffroda (50° 40′ 30,9″ N, 13° 20′ 46,2″ O)           |                                                                               | |            |
| mehr Fotos \| Fotos hochladen | Traubeneiche                          | Grünthal Saigerhütte, Oberes Tor (50° 38′ 59,5″ N, 13° 22′ 11,1″ O) |                                                                               | | 1630       |
| mehr Fotos \| Fotos hochladen | Königseiche                           | Olbernhau (50° 39′ 40″ N, 13° 20′ 8,5″ O)                           | 1818 anlässlich des 50. Regierungsjubiläums König Friedrich Augusts gepflanzt | |            |
| Fotos hochladen               | Baum                                  | Olbernhau (50° 39′ 38,7″ N, 13° 20′ 12″ O)                          | 2015 als Naturdenkmal beschildert                                             | ? |            |